# Кашкарне
Кашка́рне —  село в Україні, у Троїцькій селищній громаді Сватівського району Луганської області. Населення становить 58 осіб. Орган місцевого самоврядування — Новознам'янська сільська рада.

## Населення

### Мова
Розподіл населення за рідною мовою за даними перепису 2001 року:
| Мова       | Кількість | Відсоток |
| ---------- | --------- | -------- |
| російська  | 55        | 94.83%   |
| українська | 3         | 5.17%    |
| Усього     | 58        | 100%     |